# 林懷民
林懷民（1947年2月19日—），是一名台灣編舞家及作家，為現代舞職業舞團雲門舞集創辦人，自該團創立後長期擔任藝術總監直至退休。林懷民為國立政治大學新聞學士、愛荷華大學藝術創作碩士。2005年獲評為當年《時代雜誌》的亞洲英雄榜。2006年獲選為Discovery頻道《台灣人物誌》的6名主角之一。

## 生平
林懷民1947年出生於臺南縣嘉義區（今嘉義縣）新港鄉祖父林開泰的診療所舊宅。曾祖父林維朝為光緒十三年（1887年）秀才。祖父林開泰為留學日本的醫生，父親林金生則為臺灣首任嘉義縣縣長，第三、四屆雲林縣長，行憲後第十二任內政部長，第十任交通部長。母親鄭翩翩出身新竹富家。
1961年，14歲，就讀台中一中初中部。該年美國荷西·李蒙現代舞團來臺表演。啟蒙了林懷民對舞蹈的熱愛。此時林懷民也開始寫作，作品「兒歌」刊登在《聯合報》的副刊上。他用稿費上了生平第一次的舞蹈課，為期兩個月
1962年，15歲，考進私立衛道中學高中部。
1965年，18歲，考上國立政治大學法律系。
1966年，19歲，從法律系轉到新聞系就讀。並開始間斷的習舞。曾師事旅美舞蹈家黃忠良
1967年，臺灣舞蹈家王仁璐首度引進現代舞大師瑪莎·葛蘭姆的技巧，並在西門町附近的中山堂，舉辦臺灣第一次現代舞蹈發表會，啟蒙了林懷民對於瑪莎·葛蘭姆現代舞編舞理念的喜好。
1969年，22歲，出版中短篇小說集《蟬》，畢業後留學美國，唸密蘇里大學新聞系碩士班，並正式在瑪莎·葛蘭姆以及摩斯·康寧漢舞蹈學校研習現代舞。
1972年，25歲，愛荷華大學英文系小說創作班畢業，獲藝術創作碩士學位。
1973年，回臺北創辦臺灣第一個現代舞劇團「雲門舞集」。
1983年，創辦國立藝術學院（今國立台北藝術大學）舞蹈系，為第一任系主任，研究所所長。
1993年，出版《說舞》與《擦肩而過》兩本書，由遠流出版社出版。
1996年，赴奧地利葛拉茲歌劇院，導演歌劇《羅生門》。
在柬埔寨協助當地舞者組構教案，推廣瀕臨失傳的古典舞。
2000年，獲歐洲舞蹈雜誌選為“二十世紀編舞名家”。國際芭蕾雜誌列為“年度人物”。
2005年，獲選Discovery頻道臺灣人物誌。
2005年，上美國《時代雜誌》的2005年亞洲英雄榜。
2010年，出版《高處眼亮 林懷民舞蹈歲月告白》
2017年，宣布2019年退休。

## 獎項及荣誉
獎項
- 第六届國家文藝獎（1980年）
- 第三届吳三連文藝獎（1980年）
- 紐約市政府文化局“亞洲藝術家終生成就獎”（1996年）
- 麥格塞塞獎（1999年）[6]
- 行政院文化獎（2003年）
- 德國Movimentos（德语：Movimentos）國際舞蹈節終身成就獎（2009年5月12日）[7][8]
- 美國舞蹈節（英语：American Dance Festival）終身成就獎（2013年）[9]

中华民国勋章奖章
- 二等景星勳章（2008年5月14日于台北总统府颁授[10]）
- 一等景星勳章（2013年11月18日于台北总统府颁授[11][12]）

榮譽
- 第一届世界十大杰出青年（1983年）
- 香港演藝學院榮譽院士（1997年）
- 國立交通大學榮譽博士學位（2002年）
- 國立臺灣大學榮譽博士學位（2006年）

## 編舞作品
- 1974年——寒食 (舞)
- 1975年9月2日——白蛇傳
- 1978年——薪傳[3]
- 1979年——廖添丁
- 1983年——紅樓夢
- 1984年——春之祭禮．台北一九八四
- 1985年——夢土
- 1986年——我的鄉愁，我的歌
- 1989年——輓歌（原名《今天是公元一九八九年六月八日下午四時...》，為六四天安門事件編作，雲門此時仍暫停運作，首演由羅曼菲獨舞）
- 1991年——明牌與換裝
- 1993年——九歌 (舞劇)
- 1994年——流浪者之歌[13]
- 1997年——白（為台北越界舞團編作）
- 1997年——家族合唱
- 1998年——水月
- 1999年——焚松
- 2001年——竹夢
- 2001年——行草[14]
- 2002年——烟[15][16]
- 2003年——松煙（原名行草 貳）[14]
- 2004年——風景
- 2005年——狂草[14]
- 2006年——白之二、白之三（與 1997 年的《白》合稱《白之三部曲》）
- 2008年——鳥之歌（為雲門二編作）
- 2008年——花語
- 2009年——行草三部曲[17]
- 2010年——聽河、屋漏痕
- 2011年——如果沒有你
- 2013年——稻禾
- 2014年——白水、微塵
- 2017年——關於島嶼
- 2019年——秋水
- 2025年——幾米男孩的100次勇敢

## 其他作品
- 公共電視文化事業基金會生態紀錄片《返家八千里》國語旁白
- 統一企業統一麥飯石礦泉水廣告
- 中華航空公司形象廣告「華航不一樣了!」[18]

## 參看書籍
- 楊孟瑜，飆舞－林懷民與雲門傳奇，天下文化出版社，1998：ISBN 9576214971

＊激流與倒影-時報文化出版

## 外部連結
- 【跨越半世紀的家族對話1】林懷民：從緘默的歷史中探索家族記憶 （页面存档备份，存于）